# Presidenti del Congresso dei Deputati
I presidenti del Congresso dei Deputati si sono avvicandati a partire dal 1810.

## Lista (dal 1943)
| Presidente       | Presidente                       | Partito | Mandato           | Mandato           | Leg.               |
| Presidente       | Presidente                       | Partito | Dal               | Al                | Leg.               |
| ---------------- | -------------------------------- | ------- | ----------------- | ----------------- | ------------------ |
|                  | Esteban de Bilbao Eguía          | –       | 16 marzo 1943     | 29 settembre 1965 | –                  |
|                  | Antonio Iturmendi                | –       | 30 settembre 1965 | 26 novembre 1969  | –                  |
|                  | Alejandro Rodríguez de Valcárcel | –       | 27 novembre 1969  | 5 dicembre 1975   | –                  |
|                  | Torcuato Fernández-Miranda Hevia | –       | 6 dicembre 1975   | 30 giugno 1977    | –                  |
|                  | Fernando Álvarez de Miranda      | UCD     | 13 luglio 1977    | 22 marzo 1979     | C (1977)           |
|                  | Landelino Lavilla Alsina         | UCD     | 23 marzo 1979     | 17 novembre 1982  | I (1979)           |
|                  | Gregorio Peces-Barba             | PSOE    | 18 novembre 1982  | 14 luglio 1986    | II (1982)          |
|                  | Félix Pons                       | PSOE    | 15 luglio 1986    | 20 novembre 1989  | III (1986)         |
| 21 novembre 1989 | Félix Pons                       | PSOE    | 28 giugno 1993    | IV (1989)         |                    |
| 29 giugno 1993   | Félix Pons                       | PSOE    | 26 marzo 1996     | V (1993)          |                    |
|                  | Federico Trillo                  | PP      | 27 marzo 1996     | 4 aprile 2000     | VI (1996)          |
|                  | Luisa Fernanda Rudi              | PP      | 5 aprile 2000     | 1º aprile 2004    | VII (2000)         |
|                  | Manuel Marín                     | PSOE    | 2 aprile 2004     | 31 marzo 2008     | VIII (2004)        |
|                  | José Bono Martínez               | PSOE    | 1º aprile 2008    | 12 dicembre 2011  | IX (2008)          |
|                  | Jesús Posada                     | PP      | 13 dicembre 2011  | 12 gennaio 2016   | X (2011)           |
|                  | Patxi López                      | PSOE    | 13 gennaio 2016   | 18 luglio 2016    | XI (2015)          |
|                  | Ana Pastor                       | PP      | 19 luglio 2016    | 20 maggio 2019    | XII (2016)         |
|                  | Meritxell Batet                  | PSOE    | 21 maggio 2019    | 2 dicembre 2019   | XIII (2019 - Apr.) |
| 3 dicembre 2019  | Meritxell Batet                  | PSOE    | 16 agosto 2023    | XIV (2019 - Nov.) |                    |
|                  | Francina Armengol                | PSOE    | 17 agosto 2023    | in carica         | XV (2023)          |